# Fransham
Fransham is een civil parish in het bestuurlijke gebied Breckland, in het Engelse graafschap Norfolk met 433 inwoners.